# Google Play Kiosco
Google Play Kiosco era un agregador de noticias y un servicio digital de quiosco  de Google. El 8 de mayo de 2018, Google anunció en Google I/O que se fusionaría con Google Noticias. Lanzado en noviembre de 2013 a través de la fusión de Google Play Magazines y Google Currents, el servicio permite a los usuarios suscribirse a revistas (en países seleccionados) y feeds de noticias de actualidad, recibiendo nuevos números y actualizaciones automáticamente. El contenido se ofreció para leer en una sección dedicada de Kiosco del sitio web de Google Play o a través de las aplicaciones móviles para Android e iOS. La descarga y lectura sin conexión fueron compatibles con las aplicaciones móviles.
Para los editores, Google ofrecía una variedad de herramientas para la personalización y optimización de su contenido, así como la opción de incluir anuncios mediante el uso de DoubleClick for Publishers. Los editores pueden restringir el acceso geográfico a su contenido y emplear Google Analytics para datos agregados de lectores. Los editores también pueden ofrecer descuentos para las suscripciones de Google Play si un usuario ya está suscrito en otra plataforma, como una impresa o digital.

## Historia
Se lanzó en Android el 20 de noviembre de 2013, mediante la fusión de Google Play Magazines y Google Currents en un solo servicio. La aplicación Google Currents en iOS se rediseñó y cambió su nombre a Google Play Kiosco el 23 de septiembre de 2014. El 16 de noviembre de 2016 se lanzó una aplicación web para Kiosco.
El servicio ha visto dos rediseños importantes desde su lanzamiento en 2013. El primero, en octubre de 2014, agregó elementos del lenguaje de diseño Material Design para el lanzamiento de Android Lollipop. El segundo, en noviembre de 2016, coincidió con el lanzamiento del sitio web y agregó tecnologías de aprendizaje automático para personalizar mejor el contenido para cada usuario individual, incluida una recomendación de noticias mejorada y soporte ampliado para multimedia interactiva. El 15 de mayo de 2018, Google Play Kiosco, junto con Google News & Weather, fueron reemplazados por Google Noticias, aunque no fue hasta el 5 de noviembre que se eliminó por completo, eliminando la pestaña Kiosco del sitio web de y la aplicación Google Play Store. Luego, en enero de 2020, las revistas ya no estaban disponibles en Google Noticias, lo que puso fin a todos los rastros de este por completo, a excepción del sitio web anterior, que aún funciona incluso después de la interrupción.

## Características
Los usuarios podían suscribirse a revistas digitales para recibir nuevos números o acceder a contenido de forma continua; a partir de que se reemplazó con Google Noticias, los usuarios publicaron cientos de comentarios negativos sobre el cambio, que fueron desde la imposibilidad de acceder a suscripciones pagas a revistas hasta la sensación de que se les obliga a abordar temas que no son relevantes para ellos. Muchos experimentaron cientos de comentarios negativos publicados por usuarios en Google Noticias. 
- Las suscripciones se renovaban automáticamente y se cobraba al usuario al comienzo de cada período de suscripción. Los usuarios eran notificados de los aumentos de precios.[11]
- Google afirmaba que los suscriptores existentes de una publicación impresa pueden ser elegibles para una suscripción digital gratuita.[12]
- Cuando los usuarios compraban un solo número de una revista, Google afirmaba que "no pediría su nombre, dirección de correo electrónico o dirección postal. Podemos compartir de forma anónima su código postal con el editor de la revista".
- Si un usuario se convertía en suscriptor de una revista, "un editor recibirá su nombre, dirección y dirección de correo electrónico. Un editor también puede recibir su historial de lectura en la publicación correspondiente. El editor puede usarlos de acuerdo con la política de privacidad del editor".
- Algunas revistas ofrecían un período de prueba.[11]
- Los usuarios podían suscribirse a fuentes de actualidad de interés, y el servicio mostraba fuentes de noticias que interesan al usuario.[13]
- Google Play Kiosco admitía formatos de archivo PDF y RePub para contenido de revistas y fuentes RSS para contenido de noticias.[14]

## Plataformas
En computadoras, el contenido se podía leer en una sección dedicada de Google Play Kiosco en el sitio web de Google Play.
En teléfonos inteligentes y tabletas, el contenido se podía leer en la aplicación móvil Google Play Kiosco para los sistemas operativos Android e iOS. La descarga y la lectura sin conexión eran compatibles con las aplicaciones móviles.

## Google Play Kiosco Producer
Google Play Kiosco Producer (anteriormente Google Currents Producer) era un entorno de producción para que los editores de contenido incluyeran su sitio web o blog en Kiosco. Permitía a los editores personalizar la apariencia de su contenido y tomar decisiones de diseño que optimizan automáticamente el contenido para que pueda entregarse simultáneamente a teléfonos inteligentes y tabletas de todos los tamaños y orientaciones.
Los editores podían incluir anuncios dentro de los artículos utilizando Google Ads.
De forma predeterminada, las revistas estaban disponibles para los lectores de todo el mundo. Los editores podían restringir el acceso permitiendo o bloqueando países específicos. Los editores también podían establecer el idioma principal de una edición y elegir si permitían la traducción automática.
Los editores podían usar Google Analytics para analizar los datos agregados de lectores de su contenido.
Los editores podían ofrecer descuentos para suscripciones en Google Play Kiosco para usuarios que tienen una suscripción impresa o digital existente para el contenido. Google verificará la suscripción existente del usuario antes de ofrecer un precio con descuento.

## Disponibilidad geográfica

Disponibilidad global de Google Play Kiosco (2012-2018).

El servicio básico de Kiosco, con feeds (flujos de contenido) temáticos, estaba disponible en todo el mundo. El contenido de Play Kiosco estaba disponible en más de 35 países. La lista completa de países incluía: Argentina, Australia, Austria, Baréin, Bélgica, Brasil, Canadá, Chile, Colombia, Egipto, Francia, Alemania, India, Indonesia, Irlanda, Italia, Japón, Jordania, Kuwait, Líbano, Malasia, México, Países Bajos, Omán, Perú, Filipinas, Polonia, Catar, Rusia, Arabia Saudita, España, Taiwán, Tailandia, Turquía, Ucrania, Emiratos Árabes Unidos, Reino Unido y Estados Unidos. 

### Historia de la expansión
La disponibilidad de contenido pago se introdujo en Italia en abril de 2014, en Francia y Alemania en mayo de 2014, en India, los Países Bajos, Rusia y España en septiembre de 2014, en Brasil, Indonesia, México y Corea del Sur en diciembre de 2014, en Austria, Bélgica, Irlanda y Turquía en marzo de 2015, y en Malasia y Tailandia en septiembre de 2015.